# Cal Guim (Ferran)
Cal Guim és una casa del poble de Ferran, al municipi d'Estaràs, inclosa en l'Inventari del Patrimoni Arquitectònic de Catalunya.

## Descripció
Casa remodelada situada darrere de l'església parroquial de Sant Jaume del poble. L'edifici se'ns presenta de planta irregular, estructurada a partir de planta baixa, primer pis i golfes. A la façana principal, orientada a ponent, trobem la porta d'accés d'arc de mig punt adovellat, on destaquem l'anagrama de Jesús incís a la clau d'arc amb la data, "IHS / 1582". A la façana de llevant de l'edifici, obert a un pati interior que originàriament donava a la part agrícola de la casa, destaquem la decoració d'un llinda monolítica d'un balcó situat al primer pis, on hi ha incís un segell dintre el qual, hi ha la data "1874". L'edifici presenta un parament paredat amb restes d'arrebossat a les seves façanes, així com, carreus de pedra picada de pedra del país, a la porta d'accés de la façana principal i a l'estructura del balcó del primer pis, de la façana orientada a llevant.

## Història

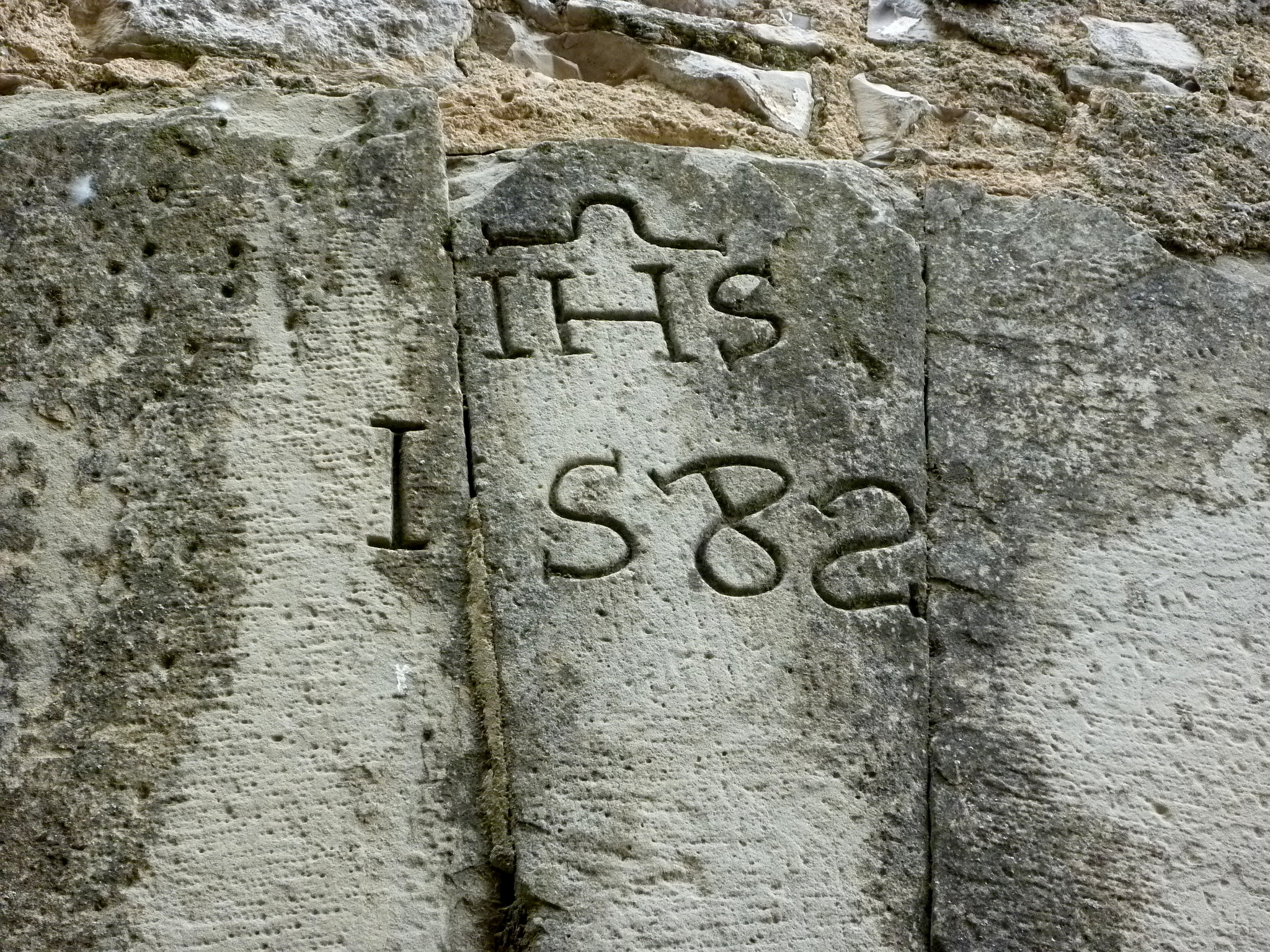
Clau de volta de la porta

Les portes o portals d'accés d'arc de mig punt adovellat estructurades a partir de grans peces de pedra picada els trobem tant a masies com a edificis urbans, públics o privats dins de l'arquitectura catalana dels segles xvi i xvii.
L'ús de l'anagrama de Jesús "IHS" present a moltes portes d'entrada de les cases, es comença a utilitzar a partir del segle xv quan Mateu d'Agrigent va demanar a la gent que el mostrés com un talismà.